# Oolithe

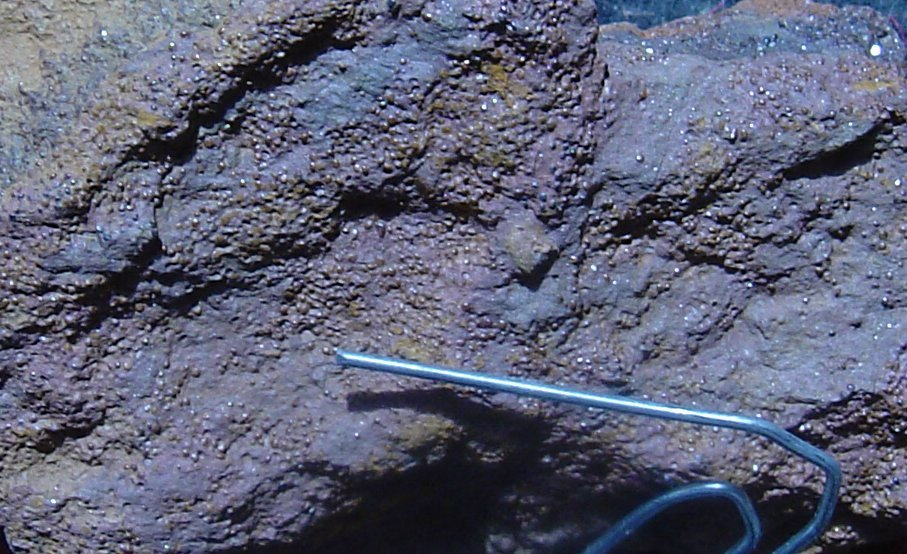
Oolithes ferrugineuses

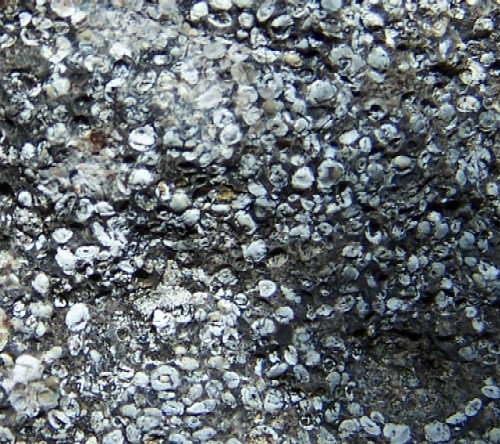
Roche phosphatée oolithique datée du Permien (Montana, USA). Les "grains" mesurent en moyenne 1 mm de large.

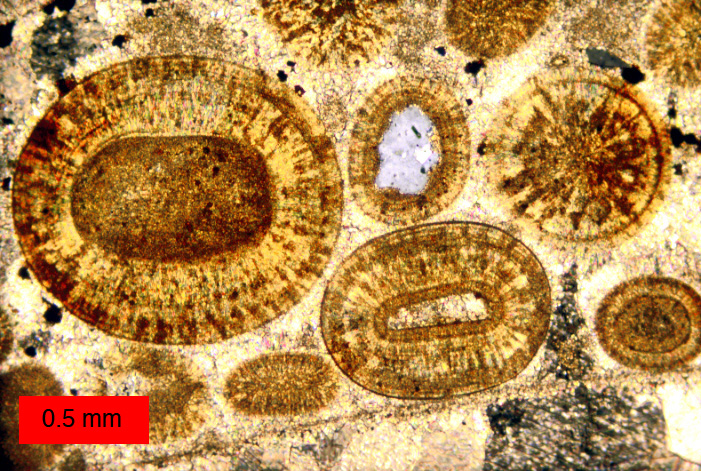
Lame mince d'ooides calcaires de la formation du Carmel, Jurassique moyen, Sud de l'Utah (USA).
Le grain (ooïde) le plus large mesure 1.2 mm de diamètre.

On nomme oolithe ou oolite (du grec ôon signifiant œuf et lithos signifiant pierre) une concrétion géologique de petites structures minérales sphériques régulières (ooïde), constituées, lors d'un processus particulier de sédimentation, en lamines concentriques. Ce terme est réservé aux grains mesurant de 0,5 à 2 mm (les grains plus gros sont nommés pisolithes). Dans la littérature scientifique internationale, le mot oolithe pour désigner le grain est de plus en plus délaissé au profit du terme ooïde (ooid en anglais) le terme oolithe (oolite en anglais) désignant alors la roche composée d'ooïdes.

## Formation
Une oolithe (au sens d'ooïde) est composée d'un noyau (nucléus) autour duquel s'est initié le développement concentrique par précipitation  biochimique du CaCO3 .
Il peut s'agir:
- d'un bioclaste (débris d'origine biologique);
- d'un lithoclaste (petit fragment de débris de roche);
- d'un grain de carbonate micritique (se solubilisant dans le contexte du milieu au moment de la formation initiale de l'oolithe);
- d'un grain de quartz.

Autour du noyau se développent des «lamines» (cortex), en fines couches concentriquement superposées souvent calcaires et parfois ferrugineuses.
Les oolithes se forment plutôt en milieu marin peu profond mais agité. Elles restent en suspension ou en traction sur le fond, tandis que les couches formant le cortex se mettent en place; lorsqu'elles deviennent trop lourdes, elles se stabilisent sur le fond marin et sédimentent.
L'origine purement minérale des oolithes est sujette à débat dans la communauté des sédimentologues.

Les oolithes actuelles présentent un micro-biofilm bactérien en surface, qui pourrait aider à la précipitation carbonatée. Il s'agirait alors de précipitation induite (par opposition à une précipitation contrôlée, comme dans le cas des tests d'animaux marins), sur le modèle des stromatolithes, mais sur une structure non fixée.

## Exemples
La minette de Lorraine est un minerai de fer composé d'oolithes ferrugineuses.

## Galerie

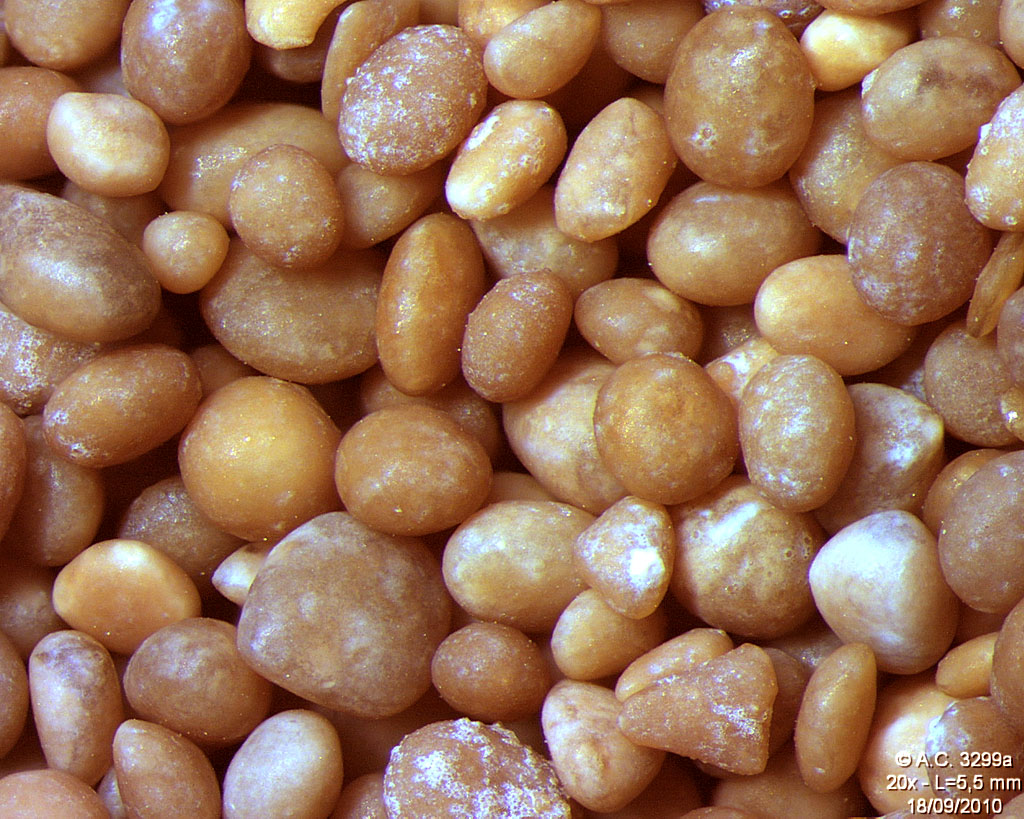
Sable à oolithes de Nauru, Micronésie - Largeur de champ = 5,5 mm
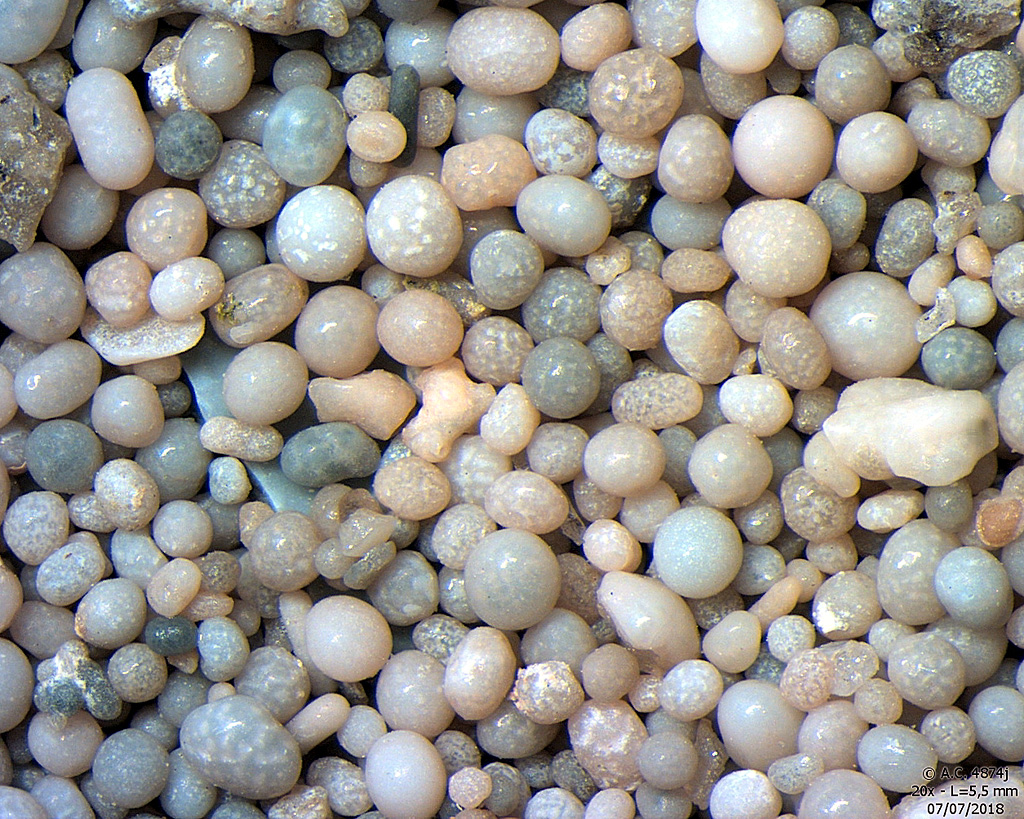
Sable à oolithes prélevé au bord du Grand Lac salé près de Salt Lake City - Largeur de champ =5,5 mm
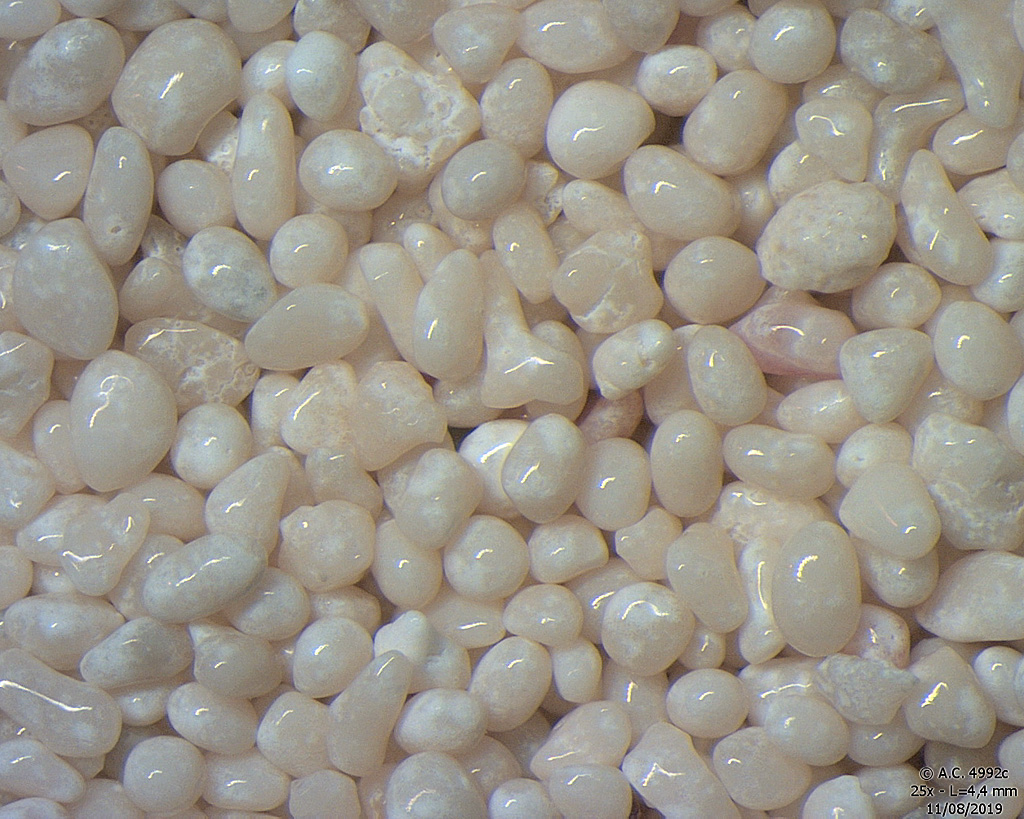
Sable à oolithes prélevé en plongée au SW de Lee Stocking Cay, Bahamas - Largeur de champ = 4,4 mm

## Vocabulaire
Le terme oolithe a aussi été employé pour désigner des couches stratigraphiques formées par ces petites concrétions. Cette acception du terme est encore largement utilisée. Quand elle désigne une formation le terme prend alors une majuscule, par exemple l' Oolithe à Clypeus ploti.
On oppose souvent aux oolithes les oncolithes qui présentent les mêmes rapports aux oncoïdes que les oolithes ont aux ooïdes. Les oncoïdes sont donc des grains qui présentent un taille souvent plus grosse et un cortex plus irrégulier que celui des ooïdes.